# Centrale termoelettrica di Torrevaldaliga Nord

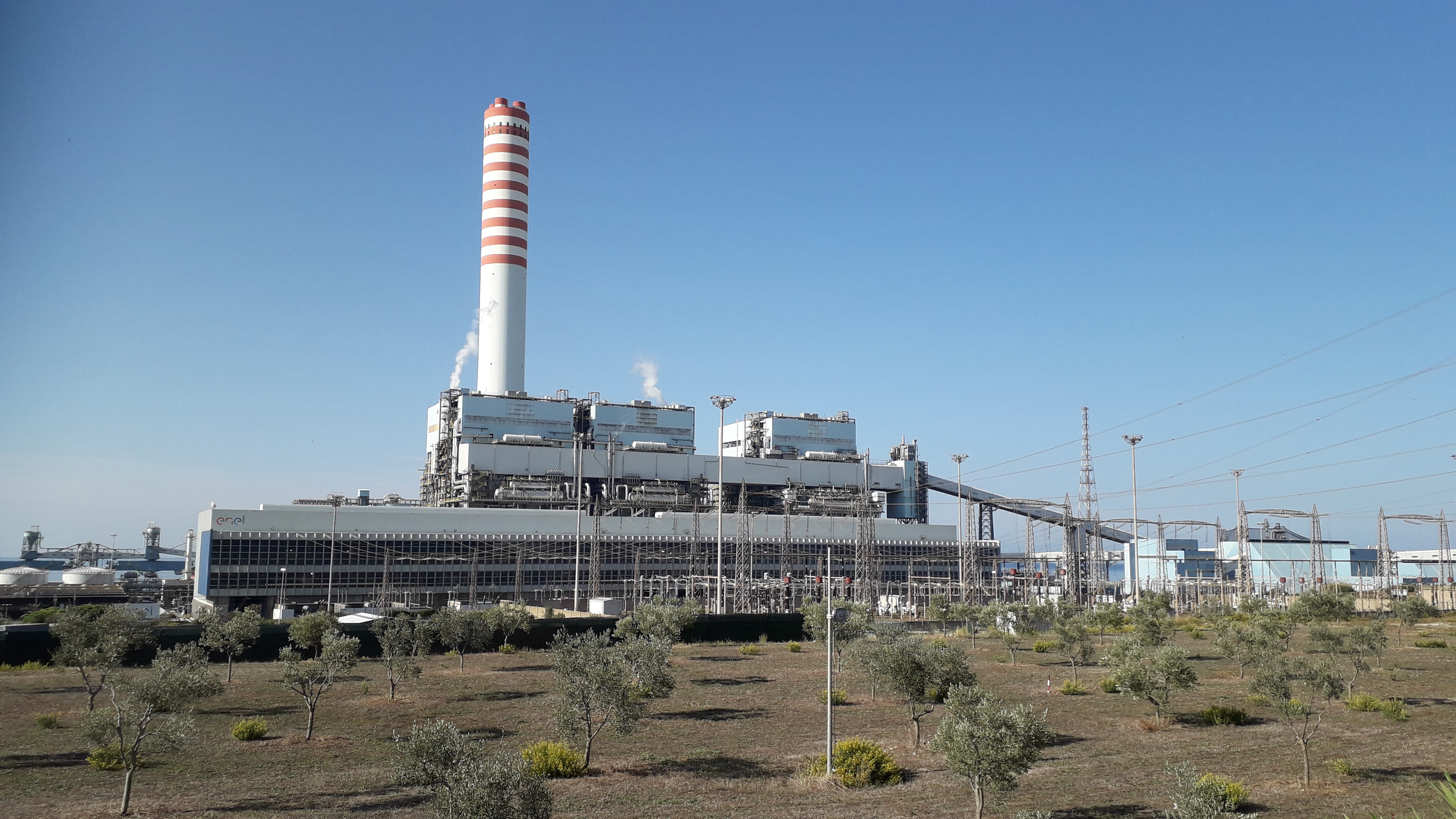
L’impianto della centrale visto dal parcheggio interno

La centrale ENEL di Torrevaldaliga Nord è una centrale a carbone con una capacità totale di 1980 MW installati. Si trova presso la località TorreValdaliga, nel comune di Civitavecchia. Dal 2003, anno di avvio dei lavori di riconversione, ha sostituito il vecchio impianto che prevedeva una centrale a olio combustibile da 4 gruppi con una capacità totale di 2640 MW.
Nel 2022 la centrale ha prodotto 5,6 TWh di energia elettrica pari al fabbisogno di più di 2,2 milioni di abitazioni (con consumo medio di 2500 kwh).

## Composizione
La centrale è formata da tre sezioni funzionanti a vapore, prodotto dalla combustione in caldaie ultrasupercritiche di polverino di carbone (fonte Enel – Dichiarazione Ambientale 2005-2007) con una capacità di 660 MW cadauna. A pieno regime sarebbe in grado di consumare tra le 550 e le 600 tonnellate di carbone l'ora.
Dopo il rinnovo dell'Autorizzazione Integrata Ambientale avvenuto il 05.04.2013, la centrale di Torrevaldaliga Nord funzionava per 7500 ore l'anno, bruciando 4,5 milioni di tonnellate/anno di carbone e 150.000.000 Sm3 di gas naturale (per le fasi di avviamento) (fonte Dec.Min.114 del 05.04.2013), producendo, quali scarti di processo,  450.000 t/a di ceneri, 250.000 t/a di gesso e 5.000 t/a di fanghi di trattamento (fonte Enel – Domanda di AIA - Relazione tecnica dei processi produttivi).
La sezione di trattamento fumi è composta da: 
- sistema DeNox per la diminuzione degli NOx che si trovano già in fase di combustione;
- denitrificatori;
- desolforatori;
- filtri a manica

che servono per realizzare l'abbattimento delle polveri (potere filtrante dichiarato del 99,9%).
Nel rapporto del 2013 sui grandi inquinatori 2012, redatto da Greenpeace, l'impianto è stato classificato al secondo posto in Italia in termini di emissioni di CO2, emettendone ogni anno circa 10.730.000 tonnellate (Fonte Dec. Via 680/2003). Secondo il sistema per lo scambio delle quote di emissione dell'UE (ETS UE), questa centrale termoelettrica si trova al primo posto dell'elenco del 2018 per quanto riguarda le emissioni di CO2.
Per lo stoccaggio del carbone presso la centrale sono stati realizzati 2 carbonili a cupola (pianta circolare di circa 140 m di diametro e altezza di circa 40 m) da circa 138.000 t ciascuno, che assicurano alla centrale un'autonomia di circa 19 giorni nelle condizioni di massimo carico.
Le cupole hanno una struttura portante in alluminio e copertura con pannelli di alluminio.
Fra il cordolo e l'inizio della copertura sono state realizzate le aperture, per assicurare un adeguato ricambio di aria. È inoltre prevista una apertura continua alla base della cupola di altezza di circa 2 m, tale da garantire una superficie di immissione area pari a circa 900 m2. (fonte Enel – Domanda di AIA - Relazione tecnica dei processi produttivi).

## Ciminiera
I gas combusti sono espulsi in atmosfera attraverso una ciminiera multiflusso di 250 metri d'altezza composta da tre canne metalliche (una per ogni sezione) aventi ciascuna diametro interno all'uscita di 5,7 m (fonte Enel – Domanda di AIA - Relazione tecnica dei processi produttivi), in modo da disperdere le particelle inquinanti negli strati più alti dell'atmosfera e diluirle su una porzione più ampia di territorio.

## Futuro
Si e' prima ipotizzato di riconvertire la Centrale Torrevaldaliga Nord, abbandonando il carbone. Cio è stato, per lungo tempo, alla base di un acceso dibattito sul territorio perché secondo progetti Enel vi era possibilita' di essere convertirla a gas. Mentre in passato numerose associazioni chiesero la conversione a idrogeno verde, alimentando l'elettrolizzatore con eolico offshore al largo di Civitavecchia e pannelli solari sul sito della centrale.[1]
Ma il futuro della centrale rimase incerto, dopo che dal marzo 2022 per garantire la sicurezza del sistema elettrico italiano l'allora ministro decise di togliere il blocco di produzione alle centrali a carbone ancora attive in italia.
Nel corso del terzo trimestre del 2024 è stato annunciato che la centrale sarà chiusa entro il 31 dicembre 2025 e viene ipotizzata la costruzione di un parco eolico.